# Brain (serie de televisión)
Brain (en hangul, 브레인; romanización revisada, Beurain) es una serie de televisión de drama médico surcoreana emitida entre  2011-2012 y protagonizada por Shin Ha Kyun, Choi Jung Won, Jung Jin Young y Jo Dong Hyuk.
Fue trasmitida por KBS 2TV desde el 11 de noviembre de 2011 hasta el 17 de enero de 2012, con una longitud de 20 episodios emitidos cada lunes y martes a las 21:55 (KST). La serie gira en torno a un neurocirujano que está obsesionado con el éxito y el sueño de convertirse en el director del hospital, y que se ve envuelto en rivalidades profesionales y un inesperado romance.

## Argumento
Lee Kang Hoon (Shin Ha Kyun) es un neurocirujano de unos 30 años. Se graduó de la más prestigiosa escuela de medicina de Corea con las mejores calificaciones y completó su residencia. Avergonzado de sus pobres padres sin educación, juro desde que era joven y que iba a cambiar su propio destino.
Kang Hoon eligió la neurocirugía, el departamento menos popular, porque no puedia ganar fácilmente los privilegios al hacer conexiones con médicos adjuntos. Seo Joon Suk (Jo Dong Hyuk), que nació con todo, es la persona que Kang Hoon más desprecia y lo ve como su rival. Kim Sang Chul (Jung Jin Young) es un cuidadoso, profesor neurocirujano que actúa como mentor de Yoon Ji Hye (Choi Jung Won). A Joon Suk le gusta Ji Hye, pero ella tiene sentimientos por Kang Hoon. La historia da un giro sorprendente cuando Kang Hoon se entera de que Sang Chul causó la muerte de su padre.

## Reparto

### Personajes principales
- Shin Ha Kyun como Lee Kang Hoon.[3]
- Choi Jung Won como Yoon Ji Hye.
- Jung Jin Young como Kim Sang Chul.
- Jo Dong Hyuk como Seo Joon Suk.
- Kim Soo Hyun como Jang Yoo Jin.

### Personajes secundarios
- Lee Sung-min como Go Jae Hak.
- Ban Hyo Jung como Hwang Young Sun.
- Park Chul Ho como Park In Bum.
- Im Ji-eun como Hong Eun Sook.
- Jo Soo-min como Im Hyun-jung.
- Kwak Seung Nam como Yang Bum Joon.
- Shim Hyung Tak como Jo Dae Shik.
- Kwon Se In como Yeo Bong Goo.
- Song Ok Sook como Kim Soon Im.
- Kim Ga Eun como Lee Ha Young.
- Kang Ye Seo como Choi Ryu Bi.
- Lee Seung Joo como Dong Seung Man.
- Choi Il Hwa como Ahn Dong Suk.
- Heo Jung Gyu como Kong Duk Ki.
- Hong Il Kwon como Hwang Tae Sung.
- Ko In Beom como Padre de Yoo Jin.

### Otros personajes
- Lee Hyun Woo como Park Dong Hwa.
- Yoo Chae Yeong como Instructor de natación.
- Lee Chan Ho como Na Jae Woong.
- Jeon Moo Song como Kim Shin Woo.
- Kim Young Ok como Sa Bong Ja.
- Hwang Bum Sik como Cha Hoon Kyung.

## Recepción

### Audiencia
En Azul la audiencia más baja y en rojo la más alta, correspondientes a las empresas medidoras TNms y AGB Nielsen.
| Ep. # | Fecha original de emisión | Share        | Share        | Share       | Share       |
| Ep. # | Fecha original de emisión | TNmS Ratings | TNmS Ratings | AGB Nielsen | AGB Nielsen |
| Ep. # | Fecha original de emisión | Nacional     | Seúl         | Nacional    | Seúl        |
| ----- | ------------------------- | ------------ | ------------ | ----------- | ----------- |
| 1     | 14 de noviembre de 2011   | 8.5 %        | 9.3 %        | 8.6 %       | 9.6 %       |
| 2     | 14 de noviembre de 2011   | 9.3 %        | 10.1 %       | 9.5 %       | 10.8 %      |
| 3     | 21 de noviembre de 2011   | 8.2 %        | 9.8 %        | 8.7 %       | 9.5 %       |
| 4     | 22 de noviembre de 2011   | 10.3 %       | 11.6 %       | 8.8 %       | 8.9 %       |
| 5     | 28 de noviembre de 2011   | 10.6 %       | 11.5 %       | 9.7 %       | 10.0 %      |
| 6     | 29 de noviembre de 2011   | 10.7 %       | 11.6 %       | 10.0 %      | 11.0 %      |
| 7     | 5 de diciembre de 2011    | 12.0 %       | 12.5 %       | 10.9 %      | 11.8 %      |
| 8     | 6 de diciembre de 2011    | 12.9 %       | 13.9 %       | 11.8 %      | 12.4 %      |
| 9     | 12 de diciembre de 2011   | 13.8 %       | 14.7 %       | 12.6 %      | 14.3 %      |
| 10    | 13 de diciembre de 2011   | 14.4 %       | 15.4 %       | 13.1 %      | 15.4 %      |
| 11    | 19 de diciembre de 2011   | 13.0 %       | 15.2 %       | 13.0 %      | 14.2 %      |
| 12    | 20 de diciembre de 2011   | 12.7 %       | 14.8 %       | 13.1 %      | 14.6 %      |
| 13    | 26 de diciembre de 2011   | 15.9 %       | 17.7 %       | 14.9 %      | 15.8 %      |
| 14    | 27 de diciembre de 2011   | 17.7 %       | 21.0 %       | 15.5 %      | 15.6 %      |
| 15    | 2 de enero de 2012        | 17.5 %       | 19.4 %       | 16.5 %      | 17.3 %      |
| 16    | 3 de enero de 2012        | 18.7 %       | 20.6 %       | 17.9 %      | 18.4 %      |
| 17    | 9 de enero de 2012        | 16.5 %       | 19.0 %       | 15.4 %      | 15.9 %      |
| 18    | 10 de enero de 2012       | 17.6 %       | 20.6 %       | 16.2 %      | 16.4 %      |
| 19    | 16 de enero de 2012       | 6.1 %        | 8.7 %        | 10.3 %      | 12.3 %      |
| 20    | 17 de enero de 2012       | 14.8 %       | 15.6 %       | 16.1 %      | 16.8 %      |

## Banda sonora
1. Hong Kyung Min - «At The End Of The Route»
2. Kim Jo Han - «I Love Him To Death»
3. Ibadi - «Solitude»
4. Kim Do Hyun - «I Will Run Over»
5. Kim Yeon Woo - «Closer»

## Emisión internacional
- Hong Kong: Now 101 (18 de octubre hasta 3 de diciembre de 2012).
- Taiwán: ETTV (27 de marzo hasta 9 de mayo de 2013).